# هيئة سوق رأس المال (فلسطين)
هيئة سوق رأس المال الفلسطينية هي مؤسسة عامة تتمتع بالشخصية الإعتبارية والإستقلال المالي والإداري والأهلية القانونية لمباشرة كافة الأعمال والتصرفات التي تكفل لها تحقيق أغراضها بما في ذلك تملك الأموال المنقولة وغير المنقولة اللازمة لسير أعمالها وممارسة نشاطاتها والتصرف فيها، وفق أحكام القانون، تأسست هيئة سوق رأس المال الفلسطينية إستناداً إلى المادة رقم (2) من قانون هيئة سوق رأس المال رقم (13) لسنة 2004. وتعمل الهيئة على الإرتقاء بسوق رأس المال في فلسطين وحماية مصالح المتعاملين فيه، وتهدف الى تهيئة المناخ الملائم لتحقيق إستقرار ونمو سوق رأس المال، وذلك من خلال التنظيم و التطوير والرقابة والإشراف على نشاطات القطاعات المالية غير المصرفية (الأوراق المالية، التامين، التأجير التمويلي، تمويل الرهن العقاري بالإضافة إلى المنتجات والخدمات المالية الإسلامية) وتعمل الهيئة على تنظيم التكنولوجيا المالية، بهدف حماية حقوق المتعاملين والمستثمرين.

## وصلات خارجية
- موقع هيئة سوق رأس المال الفلسطينية